# DuPage County
DuPage County is een county in de Amerikaanse staat Illinois.
De county heeft een landoppervlakte van 864 km² en telt 904.161 inwoners (volkstelling 2000). De hoofdplaats is Wheaton.

## Bevolkingsontwikkeling

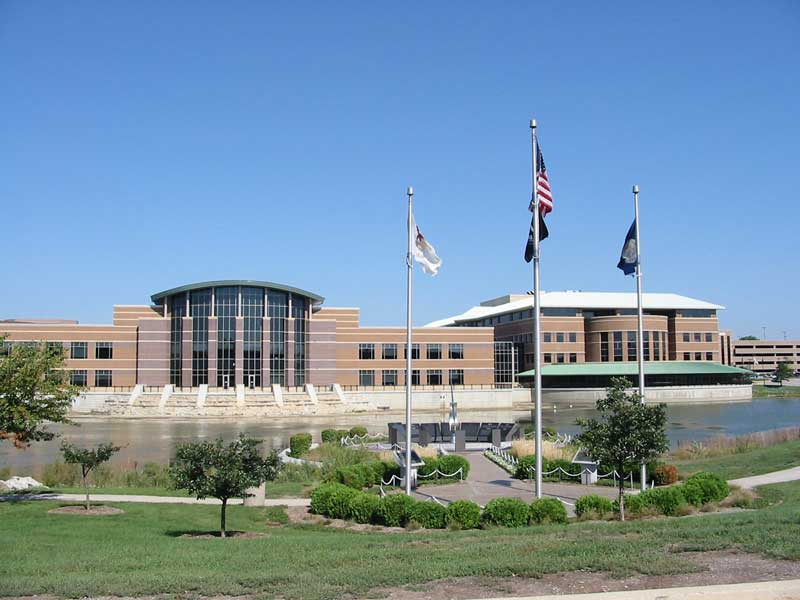
DuPage County Government Center